# Vương cung thánh đường San Prudencio de Armentia
Vương cung thánh đường San Prudencio de Armentia (Tiếng Tây Ban Nha: Basílica de San Prudencio de Armentia) là một vương cung thánh đường nằm ở Armentia, Tây Ban Nha. Nó được công nhận là Bien de Interés Cultural năm 1931.